# Lettere d'amore
Lettere d'amore (Stanley & Iris) è un film romantico del 1990 diretto da Martin Ritt, al suo ultimo film, con protagonisti Jane Fonda e Robert De Niro. Il film è liberamente ispirato al romanzo Union Street di Pat Barker.

## Trama
In una piccola città del New England, l'introverso e timido Stanley Cox ha modo di fare amicizia con lris King dopo essere accorso in suo aiuto durante uno scippo. Ambedue lavorano nella stessa fabbrica di dolciumi: Iris è un'energica vedova dedita sia ad allevare i suoi due figli, la ribelle teenager Kelly e il docile undicenne Richard, sia a mantenere sua sorella Sharon con il marito Joe, entrambi disoccupati.
Stanley è analfabeta, e pertanto insicuro, completamente preso dalla cura del vecchio padre, che morirà in un ospizio. Licenziato perché non sa leggere e costretto, per sopravvivere, ad esercitare i mestieri più umilianti, Stanley viene confortato da Iris che gli insegna a leggere e a scrivere.
Divenuto fiducioso, Cox viene assunto in un'altra città facendo una carriera inaspettata, ma la lontananza acuisce in entrambi il desiderio di amore che già li legava da tempo: superati gli ostacoli e gli affanni, Iris e Stanley, dopo essersi riuniti, decidono di sposarsi.

## Colonna sonora
La colonna sonora, composta interamente da John Williams, contiene le seguenti canzoni:
1. Stanley and Iris
2. Reading Lessons
3. The Bicycle
4. Factory Work
5. Finding a Family
6. Stanley at Work
7. Looking after Papa
8. Stanley's Invention
9. Night Visit
10. Letters
11. Putting it all Together
12. End Credits

## Distribuzione
Il film, prodotto dalla Metro Goldwyn Mayer, è stato distribuito nelle sale statunitensi a partire dal 9 febbraio 1990.